# SN 2004cc
SN 2004cc – supernowa typu Ic odkryta 10 czerwca 2004 roku w galaktyce NGC 4568. W momencie odkrycia miała maksymalną jasność 17,50m.